# Salvi Turró i Tomàs
Salvi Turró i Tomàs (Barcelona, 21 d'agost de 1956) és filòsof i escriptor, doctor en filosofia i professor de la Facultat de Filosofia de la Universitat de Barcelona.
Va obtenir el grau de llicenciatura el 1978 amb la tesi Descartes y los orígenes de la moderidad, dirigida pel Dr. Emilio Lledó. Es va doctorar en filosofia el 1985 amb la tesi Antecedentes kantianos de la filosofía del espíritu, dirigida per. Ramon Valls. Ha coordinat diversos programes de doctorat de la Facultat, ha estat investigador principal dels projectes El modelo transcendental en la filosofía moderna y contemporánea (1998-2001) i Fundamentación y facticidad (2003-06).

## Llibres
- Introducció sistemàtica a la Filosofia, Publicacions i Edicions Universitat de Barcelona, 1984.
- Descartes. Del hermetismo a la nueva ciencia, Barcelona, Anthropos, 1985.
- Tránsito de la naturaleza a la historia en la filosofía de Kant, Barcelona, Anthropos, 1996.
- Descartes i l'esperit del Barroc, Lleida, Institut d'Estudis Ilerdencs, 1997.
- Lliçons sobre història i dret en Kant, Edicions Universitat de Barcelona, 1997.
- Fonamentació i facticitat en l'idealisme alemany i la fenomenologia (editor), Barcelona, IEC, 2006.
- Fichte. De la consciència a l'absolut, Badalona, Ed. Omicron, 2011.
- Filosofia i Modernitat. La reconstrucció de l'ordre del món, Barcelona, Edicions UB, 2016. ISBN 978-84-475-3966-6